# آندراته
آندراته (به ایتالیایی: Andrate) یک کومونه در ایتالیا است که در استان تورین واقع شده‌است.

## خصوصیات
آندراته ۹٫۳ کیلومترمربع مساحت و ۴۸۷ نفر جمعیت دارد و ۸۲۰ متر بالاتر از سطح دریا واقع شده‌است.